# Herbert Baldus
Herbert Baldus (Wiesbaden, 14 de março de 1899 – São Paulo, 24 de outubro de 1970) foi um etnólogo brasileiro nascido na Alemanha.

## Biografia
Era filho de Martin Baldus, um matemático e Carolina Baldus, filha de uma família de armadores alemães. Aos 18 anos, Herbert integrou o Corpo Real de Cadete da Alemanha, em Potsdam, como aviador, tendo participado da Primeira Guerra Mundial e, depois, passou a escrever poemas com teor de guerra. Em 1921, fez uma viagem sem motivos específicos para a Argentina e dois anos depois chegara ao Brasil.

## Vinda para o Brasil e início de carreira
Se estabilizou em São Paulo e, no mesmo ano, integrou uma expedição cinematográfica que visitou os índios Xamakoko, Kaskihá e Sanapaná, do Chaco, Paraguai, iniciando assim o que seria o principal interesse de sua vida: a etnologia. Com todo o material de pesquisa desta viagem, Herbert publicou seu primeiro artigo com a temática indígena: "Os índios Chamacoco", em 1927. No mesmo ano da publicação, Baldus voltou a ter contato com indígenas, visitando os Guarani, no litoral de São Paulo. Esse contato o levou a escrever outro artigo, agora com a temática especifica dos Guaranis: "Ligeiras notas sobre os índios Guaranys no litoral paulista" em 1929.
Baldus retornou à Alemanha e foi aluno de Richard Thurnwald, Konrad Theodor Preuss e Walter Lehmann, na Friedrich-Wilhelm-Universitat, onde concluiu seus estudos de etnologia em 1928, além de adquirir o título de Doutor em Filosofia. Em 1931, ele publicou seu primeiro livro "Indianer Studien im nordöstlichen Chaco", na cidade de Leipzig. Este livro retratava os três grupos indígenas do Paraguai que já havia conhecido. Agora, se entregando mais ao seu lado literário, Herbert passou a escrever textos, tendo maior destaque em uma novela biográfica baseada na vida da esposa de Solano Lopes, Elisa Alicia Lynch. A obra se chamou "Madame Lynch" e foi publicada em 1931. Com a ascensão do nazismo ao poder em 1933, Baldus decidiu voltar para o Brasil, de onde nunca mais sairia.

## Consolidação na carreira
No ano de sua volta ao Brasil, Baldus organizou uma expedição visitando o sul do país e visitou os Kaingang, em Palmas, no Paraná. Na mesma expedição, Herbert ainda conheceu os índios Xiripá. Essa viagem resultou em diversos artigos publicados por ele, com tema os índios conhecidos no Brasil e no Paraguai. Em 1934, em uma expedição para o Mato Grosso, Herbert teve seu primeiro contato com os índios Terena e com os Bororo, de Meruri e do Sangadouro, além de conheces pinturas rupestres em Sant'ana de Chapada, o que aflorou seu interesse pela arquelogia. Novamente, essa viagem rendeu alguns artigos para Baldus, como "As pinturas rupestres de Sant'ana da Chapada (Mato Grosso)" de 1937.
Em 1935, Baldus retornou ao Mato Grosso, agora para prosseguir seu estudo sobre os Bororo, e iniciou seus estudos sobre os índios Karajá, da Ilha de Bananal, no Rio Araguaia. Publicou em 1937 um ensaio sobre "A posição social da mulher entre os Borôros Orientais", ele também conheceu os índios Tapirapé e, para chegar a eles, precisou seguir de canoa da Ilha de Bananal até a aldeia Tapiitaua. Sua experiência durou cerca de seis semanas naquele ano e outro curto período em 1947. Essas experiências lhe renderam seu principal trabalho, a obra "Tapirapé - Tribo tupi no Brasil Central", de 1970.
Baldus decidiu reunir diversos trabalhos e, em 1937, publicá-los em uma de suas principais obras: "Ensaios de Etnologia Brasileira", que contou com oito de seus ensaios. Herbert dedicou este livro "Ao grande conhecedor de índios no Brasil Curt Nimuendaju". Em 1939 tornou-se professor de etnologia brasileira na Escola de Sociologia e Política de São Paulo. Herbert era também diretor da seção etnológica da Fundação Escola de Sociologia e Política de São Paulo (FESPSP), e através do periódico Sociologia, divulgou diversos de seus trabalhos. Lecionou na FESPSP e teve como seus discípulos Oracy Nogueira, Gioconda Mussolini, Virgínia Leone Bicudo, Lucila Hermann, Florestan Fernandes, Levy Cruz, Fernando Altenfender Silva, Sergio Buarque de Holanda, entre outros. Em companhia de Emilio Willems e dos seus alunos da FESPSP, Herbert visitou o Vale do Ribeira do Iguape, no interior paulista para estudar a mudança cultural no grupo de japoneses imigrantes que ali se estabelecera. Devido a essa expedição, Baldus publicou o artigo "Casas e túmulos de japoneses no vale do Ribeira do Iguape", com a colaboração de Willems, em 1941. No mesmo ano, Baldus naturalizou-se brasileiro e adotou o Brasil como sua segunda nacionalidade. Emilio Willems considerou sua obra publicada em 1954 Bibliografia Crítica da Etnologia Brasileira como monumental.
Herbert passou a ir cada vez mais a fundo nas pesquisas arqueológicas e em 1944, procedeu escavações em sítios no Estado do Paraná. Encontrou cacos de cerâmica no Rio Paranapanema e através de análises interpretativas e explanações descritivas, ele apresentou o estudo "Tonschenberfunde in Nordparaná" (1951/52). Dois anos depois, visitou os índios Kaingand do Ivaí, no Paraná, fazendo registros, principalmente sobre a mitologia desse povo. Esta viagem lhe rendeu o artigo "Os Kaingang do Ivaí", de 1947. A psicóloga Aniela Ginsberg ajudou no experimento seguinte de Baldus, e realizou a interpretação dos testes por ele aplicado em um grupo de trinta e dois Kaingang, sendo homens e mulheres, mas a parte de campo foi realizada somente por ele. Este outro estudo foi divulgado no artigo "Aplicação do psicodiagnóstico de Rorscharch a índios Kaingang" de 1947.
Em 1946, Sérgio Buarque de Holanda tornou-se diretor do Museu Paulista, e contratou Baldus para ser Chefe da Seção de Etnologia. Juntos, os dois criaram fortes vínculos e, no comando do museu, transformaram a etnologia em peça principal deste "templo da história". Porém, talvez por falta de tato nos assuntos administrativos, o museu chegou a fechar as portas opara o publico por algum tempo. Herbert editou a Revista do Museu Paulista e em 1947, publicou o primeiro volume da Nova Série que é um dos mais importantes periódicos antropológicos do Brasil. Ele continuou na função de editor até a sua morte. Suas principais pesquisas etnológicas se deram nas regiões centro-oeste e norte do Brasil, sendo feitas juntamente com seu assessor Harald Schultz. A contribuição de Herbert pode ser considerada, principalmente, pelo fato de fortalecer ainda mais os laços do museu com o estrangeiro e aproxima-lo da antropologia. Dez anos após ser contratado, Herbert assumiu a direção do museu com a ida de Sérgio Buarque para a cátedra de História da Civilização Brasileira na USP e o etnólogo enfrentou diversos problemas no cargo. Em 1959, seu mandato como Diretor em Exercício chegou ao fim, dando lugar a Paulo Junqueira Duarte.
Baldus, em 1947, visitou outro grupo Kaingang, agora de Icatu, em São Paulo, e outro grupo Terena, o de Araribá, também do interior paulista. No segundo semestre do mesmo ano foi convidado pelo Serviço de Proteção aos Índios para visitar a aldeia dos índios Karajá, da Ilha de Bananal. Esteve novamente com os Tapirapé, do Rio Tapirapé, no Mato Grosso. Em todas as suas visitas, Herbert ia representando o Museu Paulista e a FESPSP, sempre acompanhado do médico Haroldo Cândido de Oliveira. Ele escreveu um relatório para o Serviço de Proteção aos Índios que saiu na Revista do Museu Paulista, onde o criticava e propunha soluções para a melhora de condições de vida dos indígenas. Baldus criticou a "imposição" da escola branca para os índios e o uso, por parte deles, de objetos originários dos brancos, como panelas de ferro (que substituiram as panelas de barro) e sapatos de couro. Fez uma análise da política de "administração direta" das aldeias por parte do S.P.I., que "pacifica as hostis e acabocla as outras".
No ano de 1949, Herbert Baldus foi convidado pelo governo dos Estados Unidos para fazer uma excursão por diversas tribos indígenas nos estados de Arizona e Novo Mexico. Ele foi eleito secretário do Comitê Executivo do XXIX Congresso Internacional de Americanistas, que ocorreu na cidade de Nova York. Voltando para São Paulo, ainda no mesmo ano, Baldus recebeu duas honrarias: uma foi a Medalha Tobias de Aguiar, concedida pelo Governo do Estado e a outra foi a Medalha Goetheana, concedida pela Sociedade Goetheana do Estado de São Paulo. Ainda em 1949, Herbert fez o prefácio de uma obra de seu discípulo Florestan Fernandes, que acabou sendo publicado em diversos outros veículos com o nome: "Etno-sociologia brasileira". No ensaio, ele sintetiza todas as contribuições de viajantes, cronistas e missionários para o conhecimento das populações de tribos brasileiras, abrangendo um espaço de tempo desde Pero Vaz de Caminha, até a sua época. Baseado em visitas anteriores à área do Araguaia, publicou o artigo "Akkulturantion im Araguaia" diferenciando as comunidades dos índios Karajá e Tapirapé, de sua primeira visita em 1935 para a segunda em 1947, e constatou uma série de diferenças na cultura dos dois povos.
Em 1952, Herbert foi até o Rio Grande do Sul realizar a sua última pesquisa de campo. Ele visitou os índios Kaingang de Nonoaí e Guarita e Mbyá-Guarany, que também eram de Guarita. No mesmo ano ele publicou o estudo "Breve notícia sobre os Mbyá-Guarany de Guarita". Ainda em 1952, Baldus participou da banca examinadora da defesa da tese de doutorado de Florestan Fernandes, na Faculdade de Filosofia, Cências e Letras da Universidade de São Paulo, quem o dedicou a dissertação. Depois, Herbert viajou para a Europa, a fim de conhecer instituições culturais, bibliotecas, museus de países como: Áustria, França, Dinamarca, Espanha, Suíça, Inglaterra, Portugal e Suécia. Nesta viagem, Herbert compareceu ao XXX Congresso Internacional de Americanistas (o qual havia sido secretário três anos antes na edição anterior), que aconteceu em Cambridge, na Inglaterra e foi eleito Vice-Presidente Honorário do conclave. No congresso, Baldus apresentou o seu artigo "Supernatural Relations with Animals among Indians of Eastern and Southern Brazil".
No ano seguinte, ele participou do II Congresso Latino-Americano de Sociologia, realizado em São Paulo e foi eleito Presidente do conclave da I Reunião Brasileira de Antropologia. Ele fez parte de todas as outras edições da Reunião (Salvador, 1955; Recife, 1958; Curitiba, 1959; Belo Horizonte, 1961; e São Paulo, 1963). Em 1954, Baldus organizou, em São Paulo, o XXXI Congresso Internacional de Americanistas, visto que era o Presidente da Comissão Organizadora que o elegeu Secretário-Geral do Comitê Executivo. Ele participou de todas as edições do congresso até a de número XXXVI (Copenhagen, 1956; São José da Costa Rica, 1958; Viena, 1960; México, 1962; e Espanha, 1964). Na edição XXXVII, Baldus não pôde participar pois estava doente, mas ainda assim, foi eleito Vice-Presidente do congresso que ocorreu na Alemanha. Depois deste intercâmbio na Europa, Herbert voltou ao Brasil e continuou participando de diversos congressos, como "O Japonês em São Paulo e no Brasil", no qual presidiu uma das sessões, na cidade de São Paulo.
A partir de 1955, Herbert Baldus passou a ser membro correspondente da Sociedade Suíça de Americanistas. Em 1961, ele assumiu a cadeira de Etnologia Brasileira da Faculdade de Filosofia, Ciências e Letras de Rio Claro, cidade no interior paulista. Em 1964, ano em que completou 65 anos, Herbert Baldus recebeu uma grande homenagem de inúmeros antropólogos do mundo. Hans Becher criou uma edição comemorativa de Völkerkundliche Abhandlungen — “Beiträge zur Völkerkunde Südamerikas”, onde trinta especialistas em assuntos Americanistas publicaram cada um, um texto de sua autoria, com o intuito de homenagear Herbert Baldus.

## Morte
Herbert Baldus faleceu em 24 de outubro de 1970, na cidade de São Paulo.

## Lista de obras
Obras de Herbert Baldus:
- 1925. “Eduard Hörhan”, Germania, Wochenbeilage zur Deutschen Zeitung, 47. Jahrgang, n. 38, São Paulo, 18-9-1925.
- 1927. “Os índios Chamacoco”, Revista do Museu Paulista, São Paulo, vol. XV.
- 1929. “Ligeiras notas sobre os índios Guaranys do litoral paulista”, Revista do Museu Paulista, São Paulo, vol. XVI.
- 1930. “Beim Oberhäuptling der Kaskihá-Indianer”, Der Erdball, Berlin, vol. IV.
- 1931a. “Notas complementares sobre os índios Chamacoco”, Revista do Museu Paulista, São Paulo, vol. XVII.
- 1931b. “Kaskihá-Vokabular”, Anthropos, Viena, vol. XXVI.
- 1931c. “Ein Tag der Tumerehá-Indianer”, Der Erdball, Berlin, vol. V.
- 1931d. Indianerstudien in nordöstlichen Chaco, Forschungen zur Völkerpsychologie und Soziologie, Leipzig, vol. XI.
- 1932a. “Die Allmutter in der Mytologie zweier südamerikanischer Indianerstämme”, Archiv für Religionswissenschaft, Leipzig, vol. XXIX.
- 1932b. “Njandutti”, Welt und Wissen, Berlin, vol. XXI.
- 1932c. “Erland Nordenskiöld”, Sociologus, Leipzig, vol. VIII.
- 1932d. “Beiträge zur Sprachenkunde der Samuku-Gruppe”, Anthropos, Viena, vol. XXVII.
- 1933. “Völksüberlieferungen aus Paraguay. Die Geschichten von Pora und Pombero”, Der Weltkreis, Berlin, vol. III.
- 1934. “Meine Forschungsreise im östlichen Südamerika”, Anthropos, vol. XXIX, Viena.
- 1935a. “Die Erbfolge der Häuptlinge bei den Tereno”, Ethnologischer Anzeiger, Stuttgart, vol. IV.
- 1935b. “Sprachproben des Kaingang von Palmas”, Anthropos, Viena, vol. XXX.
- 1935c. “Ligeiras notas sobre os índios Tapirapés”, Revista do Arquivo Municipal, São Paulo, vol. XVI.
- 1935d. “Conceito moderno de etnologia”, Revista do Arquivo Municipal, São Paulo, vol. XVIII.
- 1936a. “Ligeiras notas sobre duas tribos Tupis da margem paraguaia do alto Paraná”, Revista do Museu Paulista, São Paulo, vol. XX.
- 1936b. “Licocós”, Espelho, Rio de Janeiro, n. 21.
- 1937a. Ensaios de etnologia brasileira, São Paulo, Editora Nacional, Biblioteca Pedagógica Brasileira.
- 1937b. “Tereno-Texte”, Anthropos, Viena, vol. XXXII.
- 1937c. “As pinturas rupestres de Sant’Ana da Chapada (Mato Grosso)”, Revista do Arquivo Municipal, São Paulo, vol. XL.
- 1938a. “Kulturwandel bei Indianern in Brasilien”, Archiv für Anthropologie und Völkerforschung, N.F., Bd. XXIV, Heft 3/4, Braunschweig.
- 1938b. “Uma ponte etnográfica entre o Xingu e o Araguaia”, Revista do Arquivo Municipal, São Paulo, vol. XLIII.
- 1938c. “Die Doppelfolge”, Archiv für Anthropologie und Völkerforschung, N.F., Dd. XXIV, Heft 3/4, Braunschweig.
- 1938d. “A obra de Karl von den Steinen”, Revista do Arquivo Municipal, São Paulo, vol. L.
- 1939a. Dicionário de Etnologia e Sociologia (em co-autoria com Emilio Willems), São Paulo, vol. 17, Biblioteca Pedagógica Brasileira, série 4a, Iniciação Científica.
- 1939b. “A necessidade do trabalho indianista no Brasil”, Revista do Arquivo Municipal, São Paulo, vol. LVII.
- 1939c. “Herrschaftsbildung und Schichtung bei Naturvölkern Sudamarikas”. Archiv für Anthropologie, Völkerforschung und Kolonialen Kulturwandel, N.F., Bd. XXV, Braunschweig.
- 1940a. “Instruções gerais para pesquisas etnográficas entre os índios do Brasil”, Revista do Arquivo Municipal, São Paulo, vol. LXIV.
- 1940b. “O conceito do tempo entre os índios do Brasil”, Revista do Arquivo Municipal, São Paulo, vol. LXXI.
- 1940c. “Teoria e prática etnológicas”, Sociologia, São Paulo, vol. II (4).
- 1941a. “Difusionismo, concentrismo e funcionalismo”, Sociologia, São Paulo, vol. III (2).
- 1941b. “Maximiliano Príncipe de Wied-Neuwied”, Revista do Arquivo Municipal, São Paulo, vol. LXXIV.
- 1941c. “Casas e túmulos japoneses no vale do Ribeira de Iguape” (em colaboração com Emilio Willems), Revista do Arquivo Municipal, São Paulo, vol. LXXVII.
- 1942a. “Aldeia, casas, móveis e utensílios entre os índios do Brasil”, Sociologia, São Paulo, vol. IV(2).
- 1942b. “Cultural change among Japanese immigrants in Brazil” (em co-autoria come. Willems), Sociology and Social Research, California, vol. XXVI(6).
- 1943a. “Sinopse de cultura Guayaki”, Sociologia, São Paulo, vol. V(2).
- 1943b. “Ensaio sobre a história da etnologia brasileira”, Boletim Bibliográfico da Biblioteca Pública Municipal de São Paulo, São Paulo, vol. I.
- 1944a. “Novidades tupinológicas”, Boletim Bibliográfico, São Paulo, ano I, vol. IV.
- 1944b. “Problemas indigenistas do Brasil”, América Indígena, México, vol. IV.
- 1944c. “Comunicação e comércio entre os índios do Brasil”, Sociologia, São Paulo, vol. VI(3).
- 1944d. “O rio Tapirapé”, Anais do IX Congresso Brasileiro de Geografia, Rio de Janeiro, vol. V.
- 1944e. “Os Tapirapé, tribo tupi do Brasil Central”, Revista do Arquivo Municipal, São Paulo, vol. XCVI.
- 1945a. “Franz Boas e a Alemanha”, Boletim Bibliográfico, São Paulo, vol. VII.
- 1945b. “Curt Nimuendajú”, Boletim Bibliográfico, São Paulo, vol. VIII.
- 1945c. “Possibilidades de pesquisas etnográficas entre os índios do Brasil”, Boletim Bibliográfico, São Paulo, vol. IX.
- 1946. Lendas dos índios do Brasil, São Paulo, Brasiliense.
- 1946a. “The Guayaki” (em colaboração coma. Métraux), Handbook of South American Indians, Washington, vol. I.
- 1946b. “Almofariz de pedra encontrado no município de Cunha, Estado de S. Paulo”, Revista do Arquivo Municipal, São Paulo, vol. CVII.
- 1946c. “Os Tapirapé, tribo tupi do Brasil Central”, Revista do Arquivo Municipal, São Paulo, vol. CVII.
- 1947a. “Os Kaingang do Ivaí”, Revista do Museu Paulista, São Paulo, vol. I.
- 1947b. “Chavante”, O Estado de S. Paulo, São Paulo, 1 e 4 jan.
- 1947c. “Cultura material”, O Estado de S. Paulo, São Paulo, 11 e 18 jun.
- 1947d. “Voltando do Araguaia”, O Estado de S. Paulo, São Paulo, 25 out., 5, 7 e 9 nov.
- 1947e. “Vocabulário zoológico Kaingang”, Arquivo do Museu Paranaense, Curitiba, vol. VI.
- 1947f. “Aplicação do psico-diagnóstico de Rorschach a índios Kaingang” (co-autoria com Aniela Ginsberg), Revista do Museu Paulista, São Paulo, vol I.
- 1948a. “Aquisição de sustento entre os índios do Brasil”, Sociologia, São Paulo, vol. X(4).
- 1948b. “Fontes primárias para o estudo dos índios do Brasil quinhentista”, Publicação do Instituto de Administração, São Paulo, n. 28.
- 1948c. “É belicoso o Chavante?”, O Estado de S. Paulo, São Paulo, 30 jul. e 6 ago.
- 1948d. “Novidades americanistas”, O Estado de S. Paulo, São Paulo, 10 out.
- 1948e. “Relatório da Secção de Etnologia”, Revista do Museu Paulista, São Paulo, vol. II.
- 1948f. “Tribos da bacia do Araguaia e o Serviço de Proteção aos Índios”, Revista do Museu Paulista, São Paulo, vol. II.
- 1949a. “Etno-Sociologia brasileira”, Revista do Museu Paulista, São Paulo, vol. III.
- 1949b. “Georg Friederici 1866-1947”, Revista do Museu Paulista, São Paulo, vol. III.
- 1949c. “O problema da atração do indígena brasileiro ao contato com o branco”, Folha da Manhã, São Paulo, 19 jun.
- 1949d. “Akkulturation im Araguaya – Gebiet”, Anthropos, Freiburg/Schweiz, vol. XLI-XLIV, Heft 4-6.
- 1949e. “Novidades americanistas II”, O Estado de S. Paulo, São Paulo, 7 ago.
- 1949f. “Sociedade Amigos do Índio”, Revista do Arquivo Municipal, São Paulo, vol. CXXVIII.
- 1950a. “Kanaschiwuá und der Erwerb des Lichtes. Beitrag zur Mithologie der Karajá-Indianer”. Beiträge zur Gesellungs-und Völkerwissenschaft, Festschrift zum achtezigsten Geburtstag von Professor Richard Thurnwald, Berlim.
- 1950b. “A alimentação dos índios do Brasil”, Sociologia, São Paulo, vol. XII(1).
- 1950c. “Bebidas e narcóticos dos índios do Brasil”, Sociologia, São Paulo, vol. XII(2).
- 1950d. “Lendas dos índios Tereno”, Revista do Museu Paulista, São Paulo, vol. IV.
- 1950e. “A vida de Arthur Ramos e sua contribuição aos estudos indianistas”, Revista do Museu Paulista, São Paulo, vol. IV.
- 1951a. “Um indigenista do Brasil no sudeste norte-americano”, América Indígena, México, vol. XI(1).
- 1951b. “Max Schmidt 1874-1950”, Revista do Museu Paulista, São Paulo, vol. V.
- 1951/52. “Tonscherbenfunde in Nordparaná”, Archiv für Völkerkunde, Viena, vol. VI/VII.
- 1952a. “Periódicos etnológicos em língua alemã”, Boletim Bibliográfico da Biblioteca Pública Municipal de São Paulo, São Paulo, vol. XX.
- 1952b. “Breve notícia sobre os Mbyá-Guarani de Guarita”, Revista do Museu Paulista, São Paulo, vol. VI.
- 1952c. “Caracterização da cultura tapirapé”, Selected Papers of the XXIth. International Congress of Americanists, Chicago.
- 1952d. “Terminologia de parentesco Kaingang”, Sociologia, São Paulo, vol. XIV(1).
- 1953a. “Karajá-Mythem”, Tribus: Jahrbuch des Lindenmuseums, N.F., Stuttgart, vol. II-III (1952/53).
- 1953b. “Sinópse da história dos Kaingang paulistas”, São Paulo em Quatro Séculos, I, Instituto Histórico e Geográfico de São Paulo, São Paulo.
- 1954a. Bibliografia crítica da Etnologia Brasileira, São Paulo, Comissão do IV Centenário de São Paulo.
- 1954b. Bibliografia comentada da Etnologia Brasileira (1943-1950), I, Rio de Janeiro, Série Bibliográfica de Estudos Brasileiros.
- 1954c. “Richard Thurnwald 1869-1954”, Revista de Antropologia, São Paulo, vol. II(1).
- 1954d. “Os Oti”, Revista do Museu Paulista, São Paulo, vol. VIII.
- 1954e. “Kritische Bemerkungen zu einem brasilianischen Thema”, Anthropos, Freiburg/Schweiz, vol. XLIX.
- 1954f. “Publicações sobre os índios do Brasil nos últimos quinze anos (1939-1953)”, Sociologia, São Paulo, vol. XVI(1).
- 1954g. “Gegenwärtiger Stand der Völkerkunde des Schingú-Gebietes”, Sociologus, Berlim.
- 1954h. “Primitivos da Argentina”, Anhembi, São Paulo, n. 39.
- 1954i. “Supernatural Relations with animals among Indians of Eastern and Southern Brazil”, Proceedings of the Thirtieth International Congress of Americanists (Cambridge, 1952), London.
- 1955a. “O estudo etnográfico do índio no Brasil”, Revista do Museu Paulista, São Paulo, vol. IX.
- 1955b. “As danças dos Tapirapés”, Anais do XXXI Congresso Internacional de Americanistas (São Paulo, 1954), São Paulo, vol. I.
- 1955c. “Das Dualsystem der Kaingang-Indianer”, Actes du IV Congrès International de Sciences Anthropologiques et Ethnologiques (Vienne, 1952), Viena, vol. II.
- 1956a. “Ethnologische und linguistische Forschungsaufgaben in Brasilien”, Actes du IV Congrès International de Sciences Anthropologiques et Ethnologiques (Vienne, 1952), Viena, vol. III.
- 1956b. “Some Aspects of Tapirapé Morals”, Encyclopedia of Morals, New York.
- 1957a. “As contribuições de Maximiliano, príncipe de Wied-Neuwied ao estudo dos índios do Brasil”, Anais da II Reunião Brasileira de Antropologia (Bahia, 1955), Salvador.
- 1957b. “A distinção entre pré-história e arqueologia”, Anais da II Reunião Brasileira de Antropologia (Bahia, 1955), Salvador.
- 1957c. “Escola Vienense de Etnologia”, Anhembi, São Paulo, vol. XXV(74).
- 1957d. “Primeira descrição sueca do Brasil”, Anhembi, São Paulo, vol. XXVI(78).
- 1957e. “A casa-dos-homens”, Anhembi, São Paulo, vol. XXVII(80).
- 1956-58. “Cândido Mariano da Silva Rondon 1865-1958”, Revista do Museu Paulista, São Paulo, vol. X.
- 1958a. “Die Jaguarzwillinge: Mythen und Heibringergeschichten, Usprungssagen und Märchen brasilianischer Indianer”, in Das Gesicht der Völker, Erich Röth-Verlag, Eisenach und, Kassel.
- 1958b. “Transformação cultural entre os japoneses do vale do Ribeira”, Folha da Manhã, São Paulo, 18 jun.
- 1958c. “Contribuições à linguística gê”, Miscellanen Paul Rivet octogenario dicata, México, vol. II.
- 1958d. “Paul Rivet”, Anhembi, São Paulo, n. 90.
- 1958e. “O medo na cultura Tapirapé”, Anhembi, São Paulo, n. 93.
- 1959a. “A ‘Etnologia Histórica’ no Brasil”, O Estado de S. Paulo, São Paulo, 28 set.
- 1959b. “Beiträge in deutcher Sprache zu Indianerforschung in Brasilien (1954-1958)”, Mitteilungen aus dem Museum für Völkerkunde, Hamburg, vol. XXV.
- 1960a. “Curt Nimuendajú”, Jornal do Folclore, São Paulo, ano I, n. 1.
- 1960b. “Antropologia Aplicada e o indígena brasileiro”, Anhembi, São Paulo, vol. XL(119).
- 1961a. “Kauí”, Veröffentlichungen des Museums für Völkerkunde zu Leipzig, Heft 11, Berlim.
- 1961b. “Dringende Aufgaben für Amerikanisten”, Südamerika, XII, Jg., Heft 1, Buenos Aires.
- 1961-62. “Os carimbos dos índios do Brasil”, Revista do Museu Paulista, São Paulo, vol. XIII.
- 1962a. “Was ist seit 1500 aus dem Indianer Brasiliens geworden?”, Akten des 34 Internationalen Amerikanistenkongresses (Wien, 1960), Viena.
- 1962b. “Escarificação e tatuagem entre os índios do Brasil”, Humbold: Revista para o Mundo Luso-Brasileiro, Hamburgo, ano II, n. 3.
- 1962c. “Métodos e resultados da ação indigenista no Brasil”, Revista de Antropologia, São Paulo, vol. X (1 e 2).
- 1963. “Métraux e a Etnologia Brasileira”, Revista do Museu Paulista, São Paulo, vol. XIV.
- 1964a. “Sinopse da bibliografia crítica da Etnologia Brasileira (1953-1960)”, Arquivos do Instituto de Antropologia, Natal, vol. I(2).
- 1964b. “O estado atual da Etnologia Brasileira”, América Latina, Rio de Janeiro, ano 7, n. 4.
- 1964c. “Xamanismo e aculturação”, O Estado de S. Paulo, São Paulo, n. 409 e 410.
- 1964d. “O xamanismo na aculturação de uma tribo tupi do Brasil Central”, Revista do Museu Paulista, São Paulo, vol. XV.
- 1965a. “Rondon e o índio, no centenário de seu nascimento: 5 de maio de 1865”, Humboldt: Revista para o Mundo Luso-Brasileiro, Hamburgo, ano 5, n. 12.
- 1965b. “A contribuição de Anchieta ao conhecimento dos índios do Brasil”, Anchietana, São Paulo.
- 1965-66. “O xamanismo”, Revista do Museu Paulista, São Paulo, vol. XVI.
- 1965-66. “Harold Schultz 1909-1966”, Revista do Museu Paulista, São Paulo, vol. XVII.
- 1966-67. “Mondfinsternins bei den Tapirapé”, Folk, Copenhagen, vol. VIIIIX.
- 1967. “Aspectos da organização social tapirapé: tripartição, dualidade e graus de idade”, Revista do Museu Paulista, São Paulo, vol. XVII.
- 1968a. Bibliografia crítica da Etnologia Brasileira, vol. II, Völkerkundliche Abhandlungen, Band IV, Hannover.
- 1968b. “Zur Häuptlingsfrage bei den Tapirapé”, Zeitschrift für Ethnologie, Band 93, Heft 1, n. 2, Braunschweig.
- 1968-69. “Vertikale und horizontale Struktur in religiösen Weltbild südamerikanischer Indianer”, Anthropos, vol. 63-64, St. Augustin.
- 1969. “Schweizer als Indianerforscher in Brasilien”, Bulletin de la Societé Suisse des Américanistes, Génève, n. 33.
- 1970a. Tapirapé: tribo tupi no Brasil Central, São Paulo, Ed. Nacional/ Edusp, Brasiliana.
- 1970b. Bibliografia crítica da Etnologia Brasileira, vol. I., Kraus Reprint, Völkerkundliche Abhandlungen, Nendeln/Liechtenstein, vol. III.
- 1971a. “Jaká-Rendy”, Universitas – Revista de Cultura da Universidade Federal da Bahia, Salvador, n. 6-7.
- 1971b. “Einfürung” (Symposium Neue Engebnisse der Indianerforschung in Brasilien), Verhandlungen des XXXVII Amerikanistenkongresses (Stuttgart-München, 1968), München, Band III.
- 1973. “Curt Nimuendajú (1883-1945)”, Humboldt, München, n. 28.
- 1976. “O visitante”, in SCHADEN,e. (org.), Leituras de Etnologia Brasileira, São Paulo, Ed. Nacional.
- 1979. Ensaios de Etnologia Brasileira, 2. ed., São Paulo, Ed. Nacional.